# Ерік Мюллер
Ерік Мюллер (англ. Eric Mueller, 6 листопада 1970) — американський академічний веслувальник.
Срібний призер Олімпійських Ігор 1996 року в складі парної четвірки, учасник 2000 року.